# Ifigonia in Culide
Le petit poème humoristique en italien connu sous le nom de Ifigonia in Culide est une tragédie goliardique en trois actes. Son titre original est : Ifigonia, Commedia e tragedia classica in tre atti (Ifigonia, Comédie et tragédie classique en trois actes).
Diffusée sous forme polycopiée et anonyme, pendant longtemps l'auteur a été inconnu, et le poème était attribué à un groupe anonyme d'étudiants ou encore à des célébrités diverses. Son auteur était en fait l'étudiant en médecine (et plus tard médecin urologue) piémontais Hertz de Benedetti (1904, Asti – 1989, Verceil), qui avait choisi de rester anonyme pour éviter d'avoir des ennuis dans sa profession. Il l'avait rédigé à Turin en 1928, quand il était un jeune carabin membre de la Goliardia turinoise. Le poème a connu une unique représentation en 1939 au Théâtre Carignano à Turin, réservée à un public majeur. Cette représentation a été donnée à l'initiative de Giò Lanza, goliardo membre de la Compagnia Goliardica Camasio e Oxilia (Compagnie de théâtre Goliardique Camasio et Oxilia).
Écrite en vers et structurée comme une tragédie grecque, son titre fait référence à Iphigénie en Aulide, mais c'est une blague sur le mot figa, mot argotique italien très couramment utilisé et désignant l'organe sexuel féminin. Ce poème est une parodie du genre classique. Comme le veut l'esprit goliardique, il fait un ample emploi de termes paillards et allusions sexuelles. À l'œuvre est adjoint, en marge du texte, un riche et canularesque appareil de notes paillardes qui (pour rire) prétendent être sérieuses, dont la lecture est très appréciée par les amateurs du genre.
Ce poème a connu une large diffusion dans le milieu étudiant italien. Jusqu'au 1969 il n'a pas connu d'édition imprimée, parce que les lois relatives à la protection de la moralité publique étaient très sévères. Il a cependant toujours été diffusé sous forme de copies dactylographiées avec papier carbone, ou, plus rarement, sous forme d’impression à petite échelle sur des cyclostyles clandestines. Seulement après 1969, avec l'évolution de la morale sexuelle, il a pu être imprimé sans problèmes judiciaires. Il est devenu un des symboles de la Goliardia italienne et sa récitation y est utilisée comme un rite d'initiation pour les « Matricole » (Bizuts), les étudiants nouvellement inscrits à l'université.

## Trame
Malgré son titre, la trame de cette tragédie est inspirée du Turandot de Carlo Gozzi.

### Premier acte
Ifigonia, frappée par un prurit érotique au périnée et lasse d'être toujours vierge, demande à son père de lui trouver d'urgence un mari. Sur le conseil du grand sacrificateur, le souverain décide que les prétendants à ce mariage devront résoudre une énigme pour avoir droit à la main de sa fille.

### Deuxième acte
Les prétendants se présentent. Les trois premiers (Allah Ben Dur, Don Peder Asta et Uccellone Conte di Belmanico) n'ont pas de chance, et sont condamnés à des peines sévères pour n'avoir pas donné la bonne réponse à l'énigme. À l'inverse, Spiro Kito (dont le nom est une allusion au spirochète, agent propagateur de la syphilis) résout l'énigme et obtient la main d'Ifigonia.

### Troisième acte
Ifigonia, lasse d'attendre la consommation de son mariage, demande à son mari une explication sur l'origine de cette longue attente. Spiro Kito lui révèle qu'il n'a plus de pénis, celui-ci ayant été dévoré par un ver solitaire qu'il a contracté en sodomisant un bonze. Ifigonia, folle de douleur, castre son père avec ses dents et se suicide en se jetant dans la cuvette des WC.

### Distribution
- Le Roi de Corinthe
- Ifigonia, princesse, sa fille
- Allah Ben Dhur, premier prétendant, noble arabe
- Don Peder Asta, deuxième prétendant, noble espagnol
- Uccellone conte di Belmanico, troisième prétendant, noble italien
- Spiro Kito, quatrième prétendant, noble japonais[5]
- Enter O' Clisma, grand sacrificateur[6]
- In Man Lah, maître de cérémonies [7]
- Bel Pistolino[8], éléphant sacré
- Chœur des nobles, des vierges et du peuple

## Source
- (it) Cet article est partiellement ou en totalité issu de l’article de Wikipédia en italien intitulé « Ifigonia in Culide » (voir la liste des auteurs).